# 롤랑 가로스

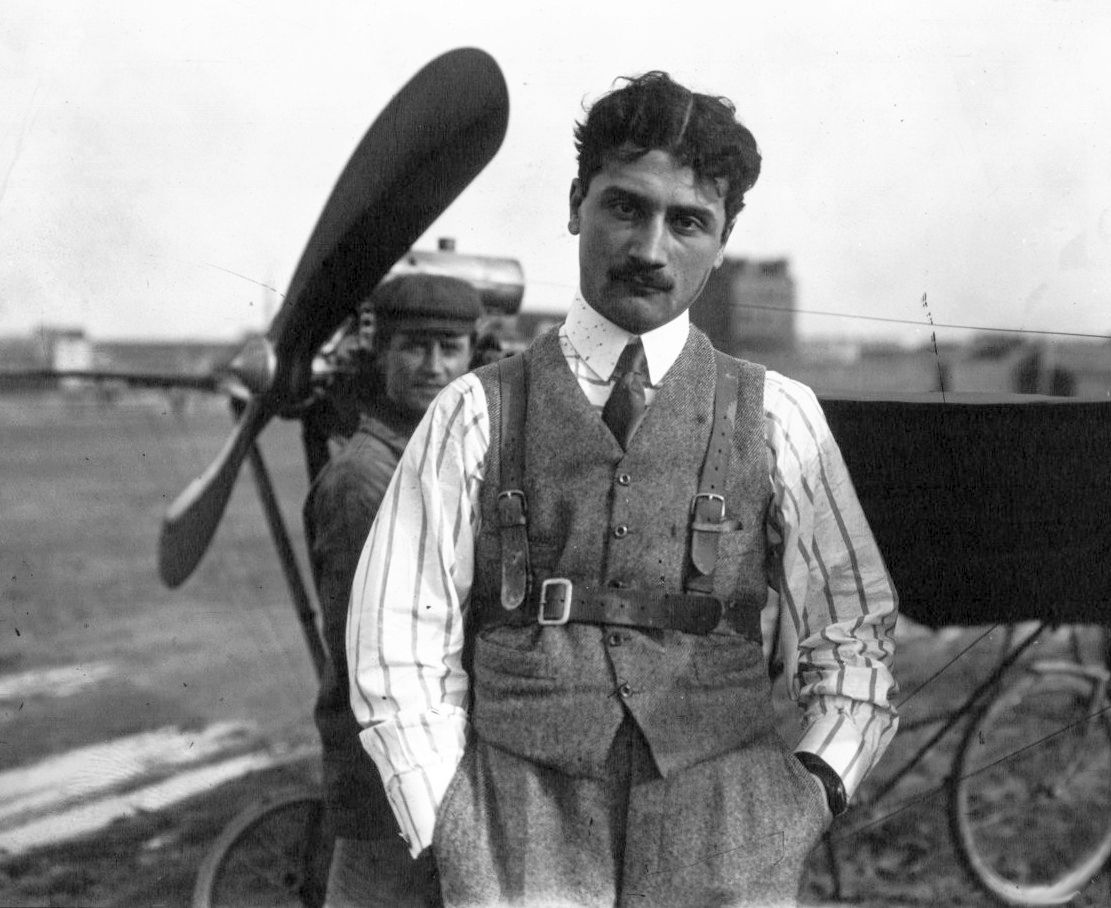
1910년의 가로스

외젠 아드리앵 롤랑 조르주 가로스(프랑스어: Eugène Adrien Roland Georges Garros, 1888년 10월 6일 ~ 1918년 10월 5일)는 프랑스의 항공 개척자이자 전투기 조종사였다. 1909년에 항공 분야에서 경력을 쌓기 시작했으며 프랑스군에 입대하여 제1차 세계 대전 중 최초의 전투기 조종사 중 한 명이 되기 전에 많은 초기 업적을 수행했다. 1928년에 테니스 경기장인 스타드 롤랑 가로스는 그를 기리기 위해 명명되었으며, 이 경기장에서 열리는 테니스 토너먼트인 프랑스 오픈은 롤랑 가로스라는 이름을 사용한다.